# Tutto Raf
Tutto Raf (sottotitolato Collezione definitiva) è il secondo album raccolta di brani del cantautore italiano Raf, pubblicato nel 2005 dalla Fonit Cetra.
Raccoglie in 2 CD una selezione di brani dell'artista dal 1984 al 2004.

## Tracce

### CD 1
Testi e musiche di Raf, eccetto dove indicato.
1. Self Control – 3:57 (Raf, Giancarlo Bigazzi, Steve Piccolo)
2. Gente di mare (feat. Umberto Tozzi) – 3:54 (Raf, Bigazzi, Tozzi)
3. Inevitabile follia – 4:30 (Raf, Bigazzi)
4. Ti pretendo – 4:24 (Raf, Bigazzi, Gianni Albini)
5. La battaglia del sesso – 4:30 (Raf, Bigazzi)
6. Cosa resterà degli anni '80 – 5:12 (Raf, Bigazzi, Giuseppe Dati)
7. Interminatamente – 4:38 (Raf, Cheope)
8. Siamo soli nell'immenso vuoto che c'è – 5:24 (Raf, Dati)
9. Oggi un Dio non ho – 4:33 (Raf, Dati)
10. Anche tu (feat. Eros Ramazzotti) – 3:34 (Raf, Ramazzotti, Dati)
11. Malinverno – 5:12 (Raf, Dati)
12. Sogni – 3:22 (Raf, Dati)
13. Il battito animale – 4:38 (Raf, Cheope)
14. Stai con me – 4:30 (Raf, Cheope)
15. Due (Due) – 5:00 (Raf, Cheope)
16. Dentro ai tuoi occhi – 4:54 (Raf, Cheope)

### CD 2
1. Sei la più bella del mondo – 4:46
2. È quasi l'alba – 4:12 (Raf, Cheope)
3. Il suono c'è – 4:07 (Raf, Cheope)
4. Un grande salto – 4:59
5. Svegliarsi un anno fa (1996 Version) – 4:19 (Raf, Bigazzi)
6. Vita, storie e pensieri di un alieno – 4:48
7. La danza della pioggia – 5:38
8. Infinito – 4:55
9. Via – 4:07
10. Nei silenzi – 3:14
11. Oasi – 4:35
12. In tutti i miei giorni – 4:47
13. Superstiti – 3:21 (Raf, Simone Papi, Simone Pinelli)
14. Aria da niente – 4:38 (Raf, Martelloni, Giorgio Baldi)
15. ...e penso a te (Bonus Track) – 4:45 (Mogol, Lucio Battisti)
16. Amarse o no amarse (Bonus Track) – 4:57 (Raf, Dati)

## Classifiche
| Classifica (2005) | Posizione massima |
| ----------------- | ----------------- |
| Italia            | 7                 |

### Classifiche di fine anno
| Classifica (2005) | Posizione |
| ----------------- | --------- |
| Italia            | 81        |